# Kościół św. Bartłomieja w Kuczborku-Osadzie
Kościół świętego Bartłomieja w Kuczborku-Osadzie – rzymskokatolicki kościół parafialny należący do dekanatu żuromińskiego Diecezji płockiej.
Obecna świątynia murowana została wybudowana około 1690 roku i ufundowana przez Katarzynę z Kliczewskich Zielińską, stolnikową płocką, kasztelanową wiską. W 1748 roku została odrestaurowana dzięki finansowemu wsparciu Bogdana Mostowskiego, kasztelana płockiego oraz staraniom proboszcza kuczborskiego i dziekana szreńskiego, księdza Wojciecha Przełęckiego. W 1786 roku kościół został konsekrowany. W ubiegłym wieku Aleksander Szredzki namalował we wnętrzu polichromię. W latach 1940–1945 budowla została zdewastowana i później wyremontowana.
Jest to kościół wzniesiony w stylu barokowym, orientowany, murowany z cegły i otynkowany. Częściowo posiada podpiwniczenie. Nawa świątyni została wybudowana na planie prostokąta, posiada trzy przęsła, a także węższe prezbiterium zamknięte trójbocznie, dwie prostokątne kaplice z lewej i prawej strony oraz kwadratową wieżę od strony zachodniej wyposażoną w kruchtę w przyziemiu. Przy prezbiterium od strony północnej są umieszczone: skarbczyk i zakrystia.